# Gustav Meissner (Maler)
Gustav Meissner, auch Meißner (* 3. März 1830 in Marienwerder, Provinz Preußen; † 24. Juni 1901 in Zehlendorf bei Berlin), war ein deutscher Landschaftsmaler und Radierer.

## Leben

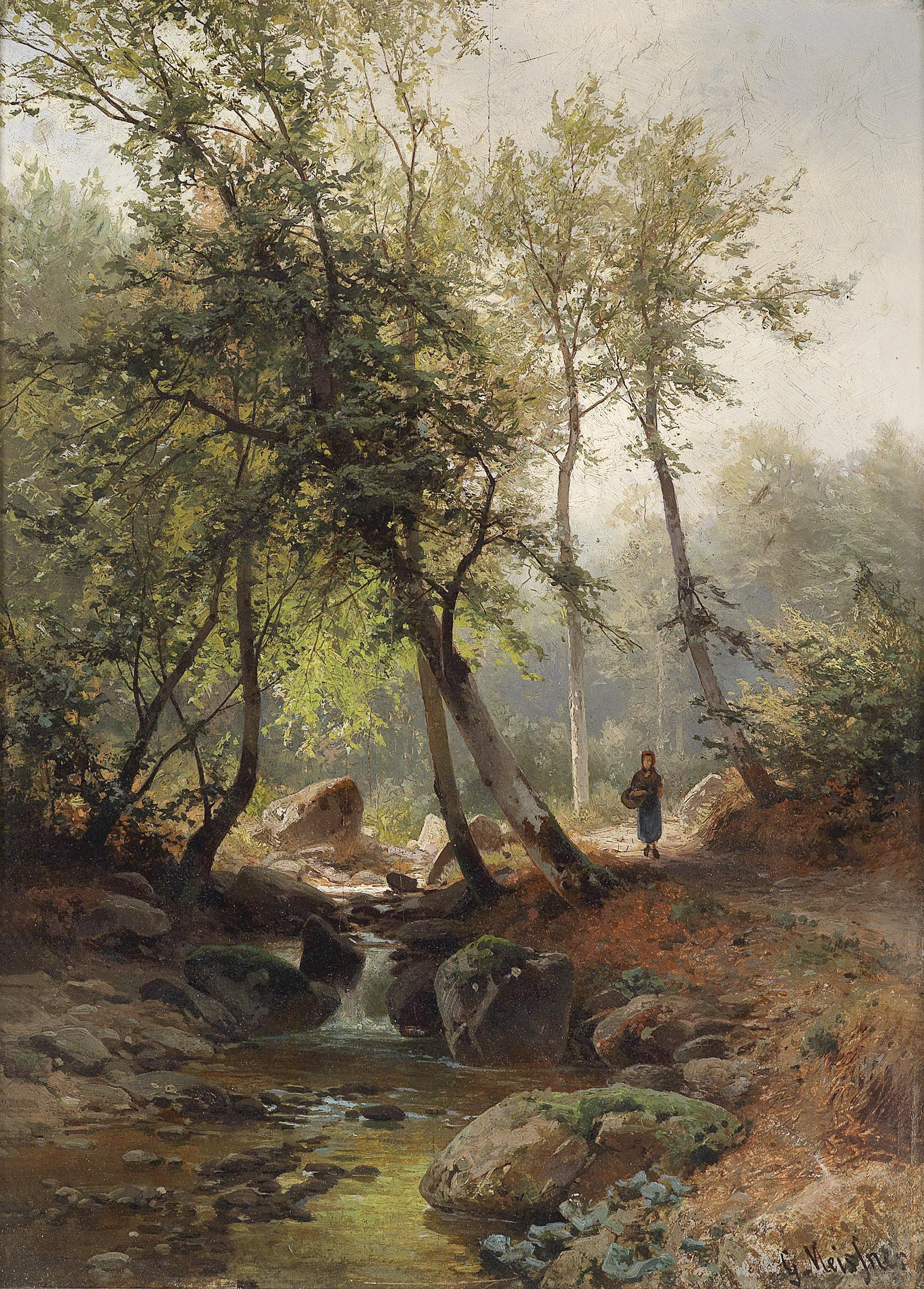
Waldbach

Gustav Meissner wurde geboren als Sohn des königlich-preußischen Landgestütsstallmeisters Carl Meissner (1798–1882) und dessen Ehefrau Friederike, geborene von Heydebreck (1798–1861).
Meissner war Schüler der Kunstakademie Königsberg, wo er 1855 als einer der „tüchtigsten Schüler“ an Auftragswerken für den preußischen Hof beteiligt wurde. 1857 war er auf einer Ausstellung des Königsberger Kunstvereins vertreten. Zur weiteren Ausbildung hielt er sich vier Jahre in München auf. Darüber hinaus war er zeitweise in Düsseldorf, Köln, Weimar, Berlin und Friedenau bei Berlin ansässig. Er bereiste Deutschland, Österreich und die Schweiz. 1866 erhielt er auf einer Kunstausstellung in Berlin eine „kleine goldene Medaille für Kunst“.
Am 21. Juni 1887 heiratete Meissner in Berlin Julie Auguste „Fanny“ Joost (* 1843). Ein Trauzeuge war der Maler Hermann Scherenberg. Meissner starb 1901 im Alter von 71 Jahren.